# Bengawan Solo
Bengawan Solo är ett vattendrag i Indonesien. Det ligger i den västra delen av landet, 600 km öster om huvudstaden Jakarta.